# Mercedes-Benz ML 270
Mercedes-Benz ML 270 - позашляховики, що виробляються компанією Mercedes-Benz з 1999 року. Існують такі покоління цієї моделі:
- Mercedes-Benz M (W163) (1999-2001);
- Mercedes-Benz M (W163) (2001-2005).

## Опис
ML 270 має 2.7-літровий дизельний двигун OM612 з турбонаддувом на 163 к.с., що працює злагоджено та тихо, витрачає 9.41 л/100км палива. До сотні автомобіль розганяється за 11.9 сд. Пару двигуну складає 5-ступінчаста АКПП. Функція «Touchshift» дозволяє водієві брати участь у перемиканні передач. Автомобіль має привід на чотири колеса. 

## Безпека
Mercedes-Benz ML270 CDI в 2003 році отримав 5-зірковий рейтинг водійського захисту в останньому звіті про безпеку використання автомобілів, що повідомляється щорічно Центром досліджень аварій в Університеті Монаш. Рейтинги оцінюються за даними про реальні аварії, які повідомляються поліцією в Австралії та Новій Зеландії.

## Огляд моделі

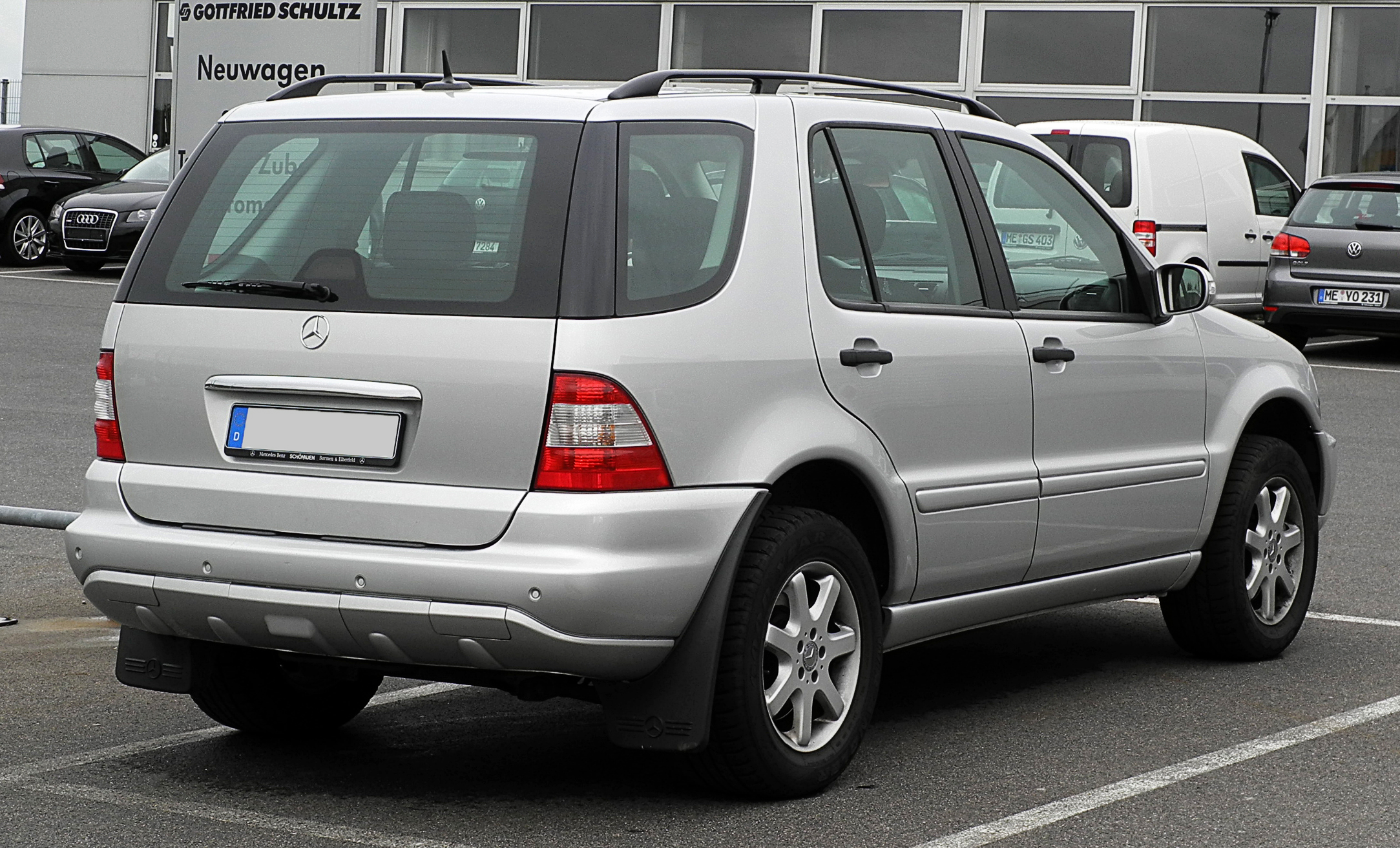
Mercedes-Benz ML 270 CDI (W 163) back
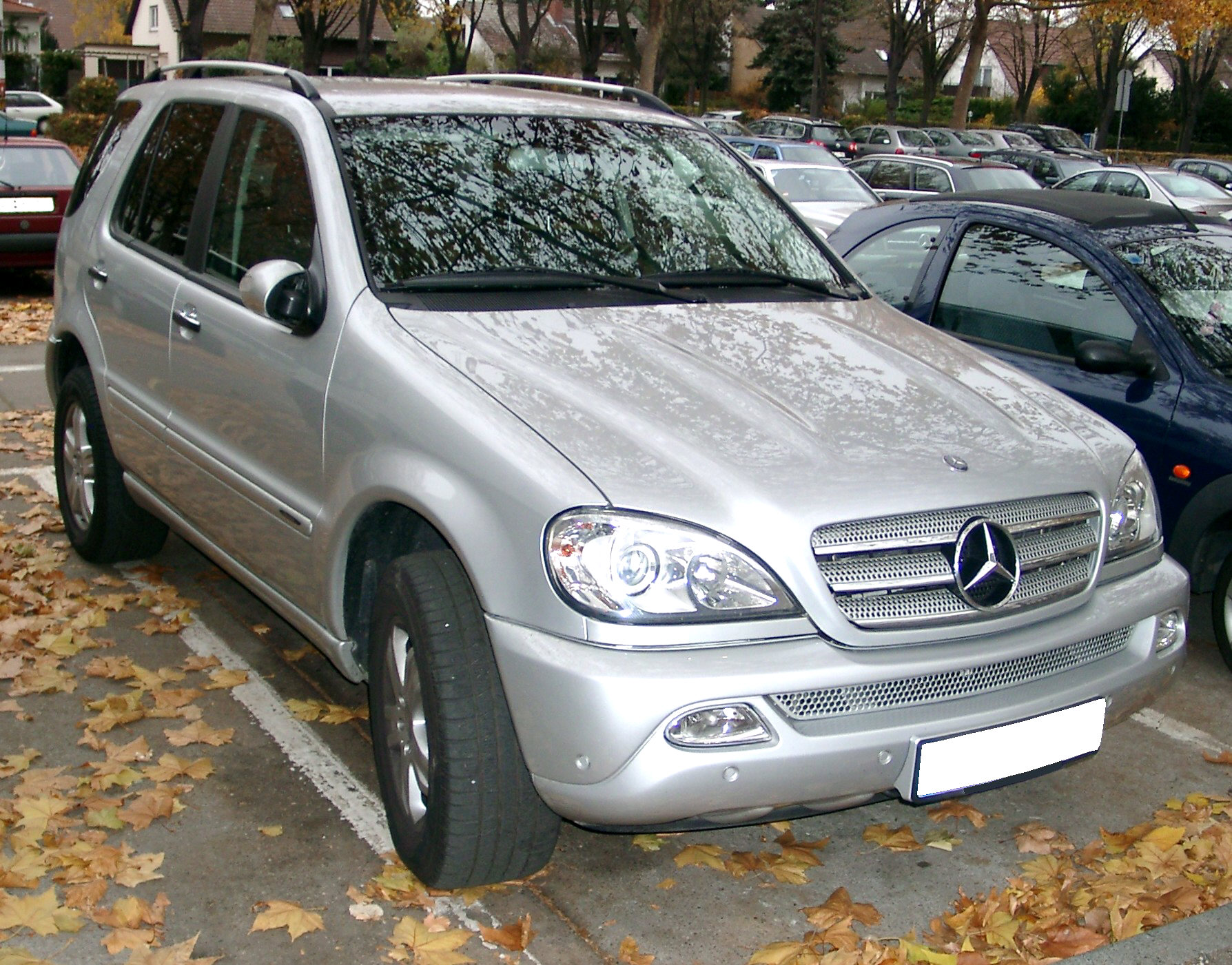
Mercedes-Benz ML 270 (W163) front
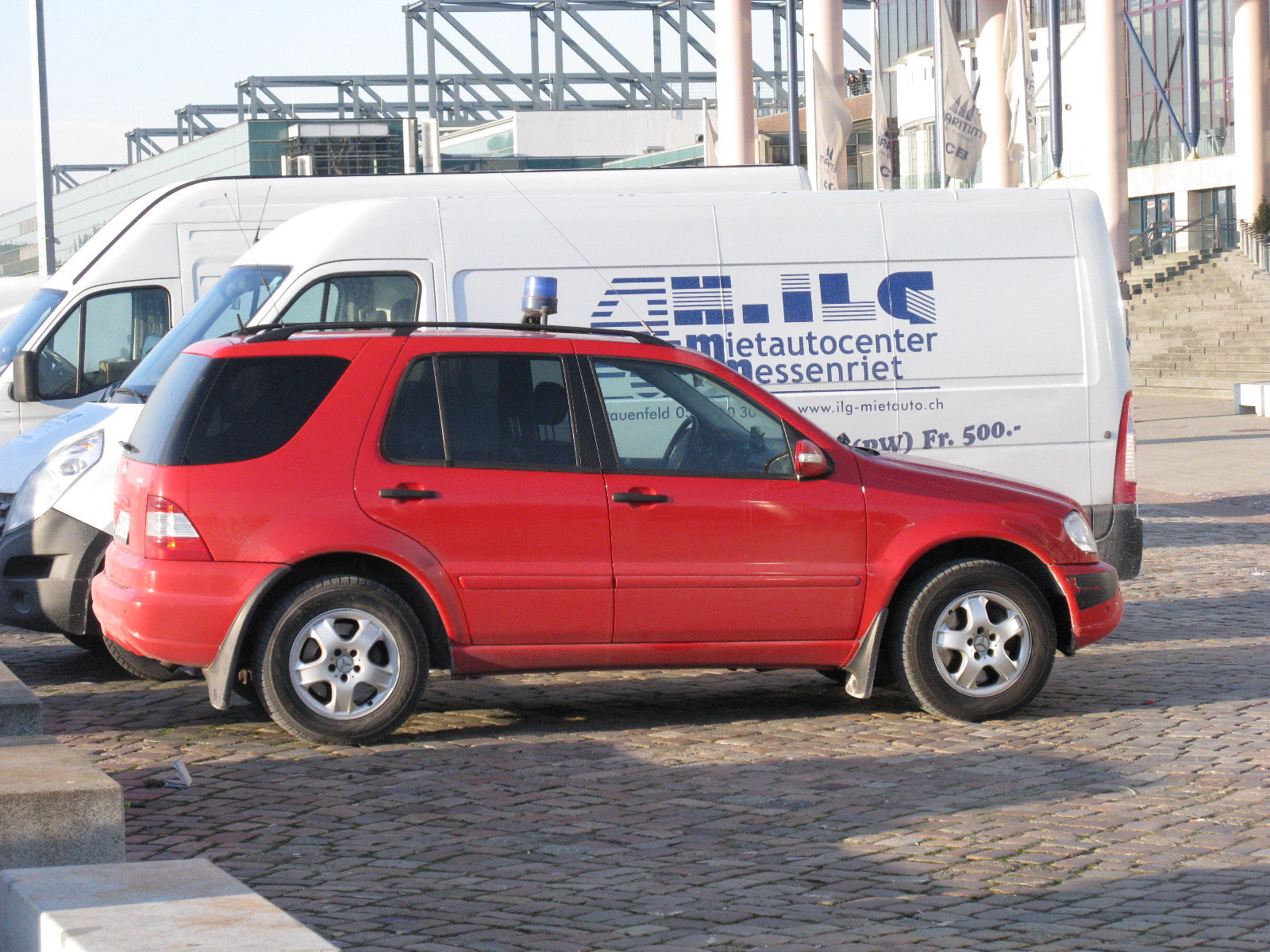
Mercedes-Benz ML270 CDi Fire Dept